# Bò Bảy Núi
Bò Bảy Núi hay bò đua Bảy Núi (còn gọi là bò Cu hay bò Phèn) là một giống bò nội địa của Việt Nam được nuôi ở vùng Bảy Núi thuộc Tri Tôn, An Giang, đây là giống bò có nhiều đặc điểm quý nhất là những giống bò thuần chủng của vùng Bảy Núi. Hiện nay, do tập quán thiến (hoạn) bò đực trước khi trưởng thành cộng với chương trình lai nhân tạo với giống bò cho nhiều thịt (Sinh hóa đàn bò) nên bò đua Bảy Núi đang có nguy cơ mai một và tuyệt chủng.
Giống bò Bảy Núi An Giang vốn thân thuộc với người dân Nam bộ và đã đi vào truyền thống với những cuộc đua mang tinh thần thượng võ trong lễ hội đua bò Bảy Núi. Trong quan niệm của người Khmer, đôi bò thắng giải mang đến cho cả phum sóc nhiều niềm vui, may mắn để có một vụ mùa bội thu. Sau khi thắng cuộc, người Khmer không giết, cũng không bán mà gìn giữ cặp bò chiến thắng như một tài sản quý báu của gia đình và phum sóc.

## Đặc điểm

### Bò thuần
Bò đua bản địa chính gốc Bảy Núi có đặc điểm nhỏ con nhưng thân mình liền lạc, nhanh, mạnh và bền, có dáng thấp, dáng nhỏ, gọn. Vóc dáng bò phần ngực nở, phần bụng hơi thon về phía mông, đôi chân sau khỏe. Bốn chân bò cao và đuôi không dị tật, mỗi chân có đủ bốn móng bám đất tốt, chân sau của bò bước tới cách dấu chân trước hai tấc Chúng có sự phân bổ cơ, xương rất đặc thù, cho phép bò có được sức rướn, sức bật nhanh mà đảm bảo được sức bền vượt trội so với nhiều giống bò cao to khác trong nước và trên thế giới. Tuy nhiên, giống bò địa phương này lại nuôi lâu lớn.
Bò có đôi mắt sáng, hai sừng cong đều hướng về phía trước. Trên mặt bò có xoáy thẳng, xoáy ót giữa hai sừng nằm trước dây xỏ mũi khi thắt lại. Trên lưng có xoáy ngay giữa, cách cái gu bò chừng một tấc là tốt. Những cái xoáy lông trên trán, trên thân và dưới cạnh tai là những đặc điểm này chỉ có ở loại bò cu lông vàng có nguồn gốc ở Bảy Núi. Bộ lông nhuyễn bám sát da ít thấm nước hay gặp mưa bò chịu lạnh giỏi. Bò bảy núi có sắc lông vàng chiếm ưu thế, chúng có sắc vàng, lem tự nhiên, trong đó những con lông, móng, sừng đều màu vàng gọi là bò Phèn. 

### Bò đua
Bò đua phải là bò ta hay bò thuần, có dáng hình, vóc dáng phải cao ráo, bốn chân cứng, móng chân nhỏ vừa thon thả, gân to, thịt săn chắc, hai chân sau phải khỏe, bắp thịt săn chắc, phần bụng hơi thon về phía mông. Tiêu chuẩn chọn bò đua thuần chủng là con bò mới phải đủ tuổi và ngang sức với con bò đang có. Bò đua phải đủ tuổi và hai con đồng sức với nhau. Bò đua phải hội đủ tố chất thân thon nhỏ, nhưng gan lỳ, nhanh lẹ mà có sức bền và nhất là thi đấu thật khôn khéo. Khi chọn giống phải xét kỹ từng chi tiết khớp xương trên lưng, độ dày-mỏng của cậy đuôi, dài-ngắn của lóng chân, to-nhỏ của mắt, mũi, xoáy lông trên trán, trên thân và dưới cạnh tai. Không phải cứ con bò nào to khỏe, vạm vỡ là có thể đua được, phải chọn những con kéo bừa giỏi, chạy nhanh, có đôi sừng dài, cong và bóng. Đặc biệt, đôi chân phải thắt, móng dài, khít. Mình phải thon, ngực nở, không quá mập vì mỡ nhiều sẽ không chạy nhanh. Những con bò có 3 xoáy lông trên đầu, mặt, 2 xoáy ở khóe miệng là những con bò có tố chất. Bò đua thì phải là một đôi (2 con) khỏe mạnh kéo theo một cái bừa nhỏ ở phía sau Những tài xế phải tranh thủ lựa chọn cho mình cặp bò béo tốt và khỏe mạnh nhất.

### Lai tạp

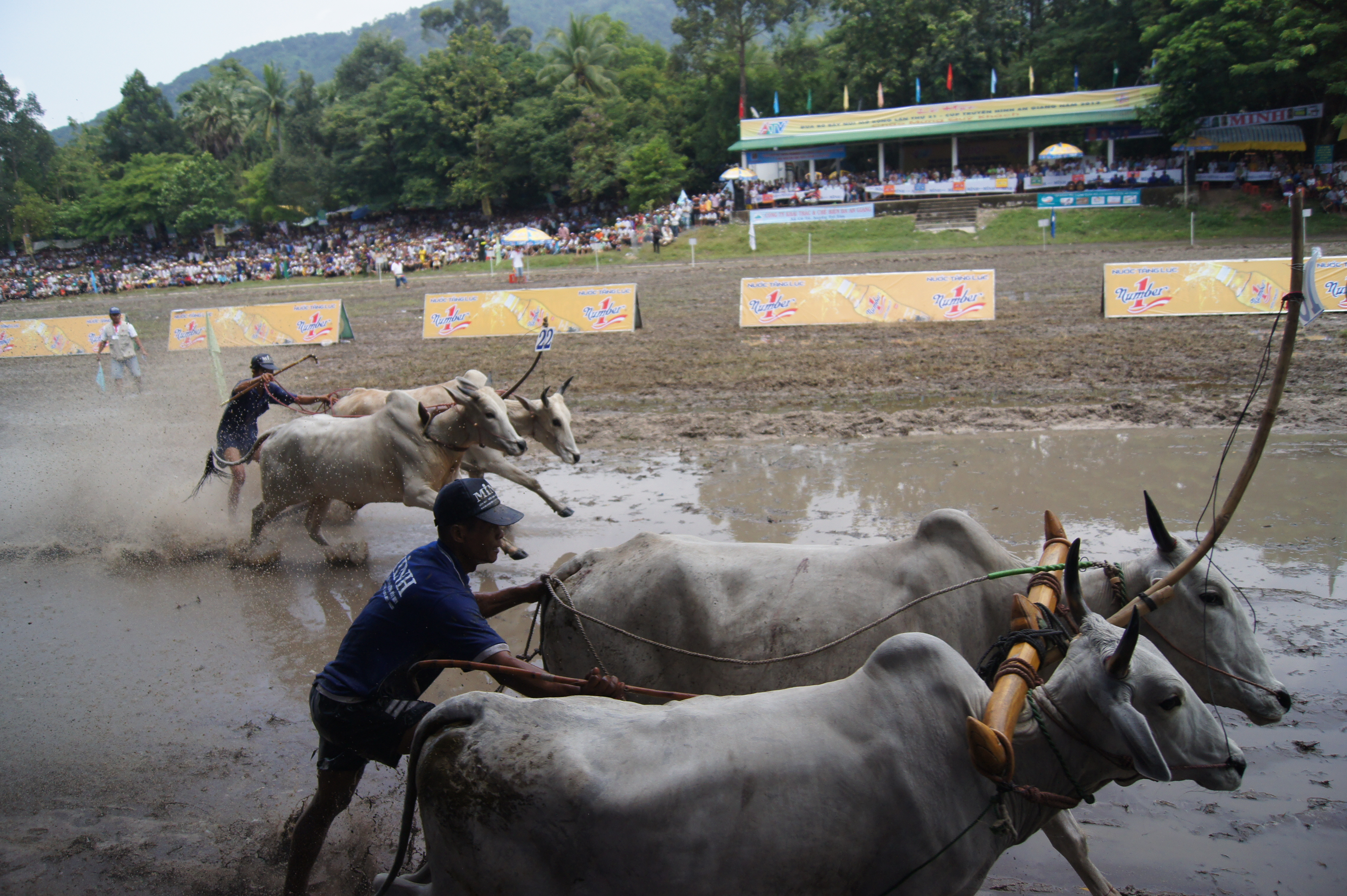
Những con bò Bảy Núi màu trắng là những con bò lai, hiện đang chiếm ưu thế trong những cuộc đua bò

Hiện này bò bảy núi có những con bò màu trắng, dỏng cao, tức bò lai, nhập từ Campuchia, những con bò sắc lông trắng được nhập từ Campuchia có dáng vóc cao to hơn hẳn. Trong nhiều đôi bò dự đua, chỉ có vài con bò lông vàng, nhỏ dáng xen lẫn giữa rừng màu trắng, cao to các con còn lại đều lai tạp, không mang đủ tố chất của bò đua Bảy Núi. Giống bò đua giỏi phải là giống thuần chủng. Hiện tại các giống bò ở Việt Nam chủ yếu nuôi để lấy thịt, không thích hợp để đua. Do đó, dân đua bò ở vùng biên giới này thường sang tận Campuchia mua giống bò Italia về huấn luyện. Mỗi con bò đua có giá từ 40 triệu đồng trở lên, khá đắt, nên khi mua phải quan sát kĩ từng đặc điểm, tố chất của con bò. Ngoài ra, tại An Giang đang có cải tạo lại tầm vóc đàn bò cải tạo giống bò địa phương, nâng cao tầm vóc đàn bò Bảy Núi theo hướng Sind hóa tạo ra Bò lai Sind có tầm vóc to, lượng thịt nhiều, dễ nuôi, nuôi mau lớn. Đàn bò lai Sind ở huyện Tri Tôn đã được nâng lên chiếm 40%, huyện Tịnh Biên nâng lên được 30% và nâng tổng đàn bò toàn vùng lên trên 50.000 con.

## Chăm sóc
Vùng Thất Sơn ở An Giang có nhiều đồi núi, địa hình không bằng phẳng, đất canh tác manh mún và có lẫn nhiều sỏi đá khiến việc sử dụng cơ giới cho đồng ruộng bị hạn chế nên người dân phải nuôi nhiều bò, nhà nào cũng có một vài đôi bò để dùng làm sức kéo trong nông nghiệp Vùng Bảy Núi tỉnh An Giang, từ lâu nổi tiếng với nghề nuôi bò phục vụ sức kéo, bò đua và nuôi bò thịt của người Khmer. Bò là con vật nuôi rất hiền lành, dễ thương, lại cật lực đảm đương hết các việc nặng nhọc đồng áng, nên được chủ thương cưng, quý mến, tối giăng mùng cho bò ngủ, có không ít người cho bò vào ở chung với mình trong nhà, như một thành viên thân thiết của gia đình. 

### Chăm bò
Để có thể chiến thắng trong cuộc đua, việc chọn giống thì thể lực của bò luôn đóng vai trò quyết định thắng thua, chính vì thế mà việc nuôi, chăm sóc bò đua rất kỳ công. Trong đó, những con bò được chọn đua sẽ được nuôi ở nơi thoáng mát. Phải cho bò ở nơi thoáng mát, vệ sinh, tránh muỗi mòng bằng hun khói, làm mùng cho bò ngủ. Những con bò sau nhiều tháng trời được chăm sóc sẽ được cho phục sức đẹp mắt với cặp lục lạc vàng sáng rung reng tiếng nhạc, những cặp sừng nhỏ nhắn được bọc trong bao vải sặc sỡ, kiêu hãnh bước vào trường đua. Đối với những đôi bò thua cuộc, người Khmer không bao giờ giết thịt mà tiếp tục chăm sóc, huấn luyện với hy vọng đạt thứ hạng cao ở mùa giải năm sau.

### Chế độ ăn
Thức ăn cho bò phải là loại cỏ đặc biệt, như cỏ mần trầu, cỏ mật, nước uống phải là nước sạch pha cám, vào mỗi buổi tối người nuôi phải phụ thêm một mẻ cháo loãng, nhất là gần đến thời gian đua khoảng 1 tuần (đây là thời gian nuôi thúc), nên cho chúng uống sô đa hột gà (sô đa pha với trứng gà) để bò có sức khỏe tốt. Trong thời gian tập luyện, cho mỗi con bò ăn 10 kg cỏ tươi cộng với 4 kg rơm tốt và uống bia pha hột gà. Cách ba ngày, cho đôi bò ra sân tập một lần cho quen đường đua, sau những ngày luyện tập cho mỗi con bò ăn thêm cháo đậu xanh (1 lít gạo với lít lúa với 150g đậu xanh). Sau khi đua, các chủ bò thường xát chanh vào miệng và cho bò uống nước để loại sạch đờm, tránh việc khó thở cho bò trong những vòng đua tiếp theo.

## Trong đời sống

### Đua bò
Lễ hội đua bò là một trong những lễ hội truyền thống, mang đậm bản sắc văn hóa độc đáo của đồng bào dân tộc Khmer Nam Bộ và cũng là cuộc đua có một không hai ở Việt Nam, thu hút hàng chục ngàn người hâm mộ trong và ngoài khu vực đến xem và cổ vũ cho cuộc đua Đua bò là lễ hội đua bò Bảy Núi có những nét đặc sắc riêng gắn liền với chùa chiền, diễn ra trong dịp lễ cúng ông bà với quy tắc chơi khá hoàn chỉnh. Người điều khiển dùng vật nhọn làm con bò chảy máu, đây là một trong những nghi lễ mang sắc thái Saman giáo xa xưa liên quan đến tế thần rừng của người Khmer, vì Bảy Núi là vùng rừng núi, việc gây máu chảy trên thân bò trong hoạt động đua bò chính là vết tích nghi thức ma thuật tưới máu trên cánh đồng với ý nghĩa để ruộng lúa được màu mỡ
Cách đua không giống như đua ngựa, mà là "đua bò bừa", tức đôi bò có kéo theo cái bừa nhỏ – một trong những nông cụ làm đất chủ yếu của nghề trồng lúa nước địa phương Đây là sân chơi của 60-70 đôi bò xuất sắc được tuyển chọn từ nhiều địa phương trong và ngoài tỉnh có đồng bào Khmer sinh sống, nên chất lượng đua rất cao. Đến lễ Donta là đồng bào Khmer vùng Bảy Núi (An Giang) tổ chức đua bò truyền thống. với sự tham dự của 64 đôi bò là nhà vô địch vòng đấu cơ sở tại 3 địa phương có đông đồng bào Khmer Nam Bộ sinh sống: An Giang, Kiên Giang và Sóc Trăng và tỉnh Takeo (Vương quốc Campuchia) cũng tham gia thi đấu. Tại phum, sóc, cuộc so tài giữa hai đôi bò diễn ra trong 7 vòng chạy quanh sân đua, gồm 6 vòng hô (chạy chậm để biểu diễn kỹ thuật điều khiển bò) và 1 vòng thả (chạy với tốc độ cao nhất).
Hiện nay, nạn khai thác áp đặt đã để các yếu tố kinh tế "thế dần" chất văn hoá trong loại hình sinh hoạt cổ truyền độc đáo của đồng bào Khmer. Từ nhiều năm qua, sắc màu bạo lực với nhiều cảnh tượng sặc mùi xã hội đen. Không chỉ tranh cãi, hay dùng lời lẽ thô tục chửi mắng, đe dọa trọng tài, hay Ban Tổ chức, các chủ bò cũng không chút ngại ngần trong việc dùng nắm đấm để giải quyết mâu thuẫn cá nhân ngay giữa sân đấu. Ban Tổ chức lại không sắp xếp sau khâu soát vé vào sân, nên buộc lòng khán giả phải tự chen lấn tranh giành, cự cãi để kiếm được chỗ đứng. Nạn khán giả tràn xuống sân, lấn hẳn ra đường đua, nạn chen lấn, xô đẩy của người xem, của lực lượng nhiếp ảnh thái quá gây hoảng loạn cho các đôi bò đang tranh tài. Từ khi được nâng cấp tổ chức thành lễ hội, chỉ còn 2 hô, 1 vòng thả. Rồi từ năm 2011 tất cả chỉ gom lại còn 1 vòng.

### Kéo xe

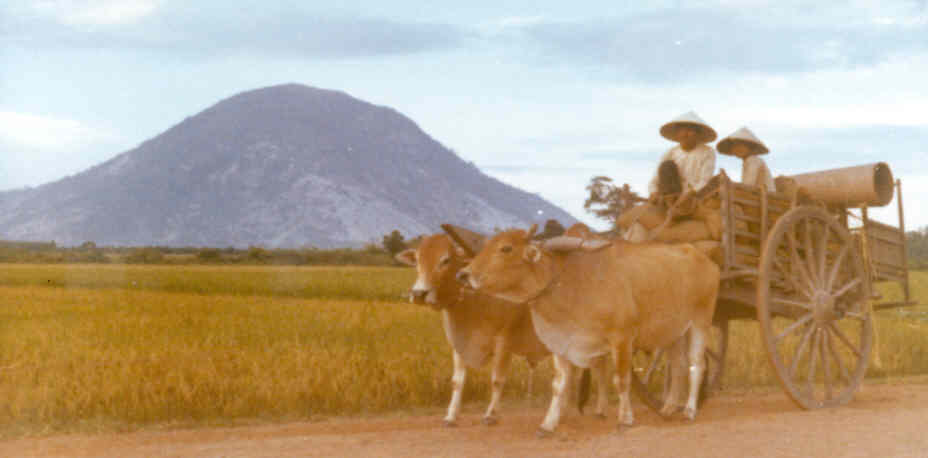
Bò bảy núi kéo xe ở núi Bà Đen

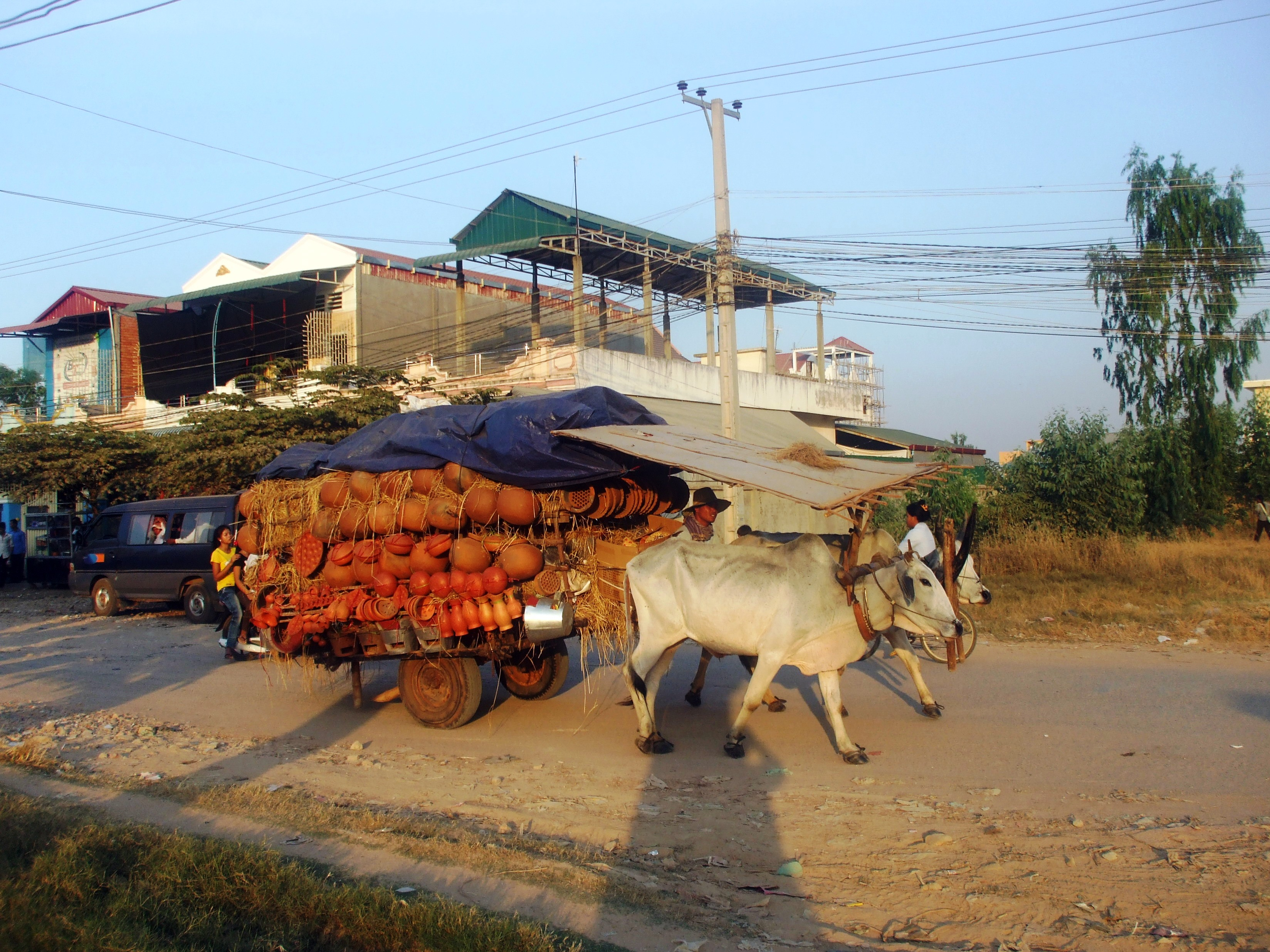
Bò Bảy Núi đang kéo xe chuyên chở hàng hóa

Tại An Giang là tỉnh thứ hai sau Trà Vinh là nơi có đàn bò đông nhất ở đồng bằng sông Cửu Long (khoảng trên 80.000 con). Chỉ riêng vùng Bảy Núi, đàn trâu bò cũng lên tới 50.000 con. Đa số người dân vùng Bảy Núi chủ yếu sống bằng nghề nông-lâm kết hợp và thường xuyên chở nông sản thực phẩm, gia súc, cây củi ra chợ mua bán, trao đổi. Phương tiện đi lại, chuyên chở hàng hóa phổ biến của bà con vùng này là xe ngựa và xe bò Bảy Núi. Suốt gần một thế kỷ trôi qua, người dân ở hai huyện miền núi Tịnh Biên và Tri Tôn đã gắn bó thân thiết với con bò kéo xe.
Khi đến Bảy Núi tỉnh An Giang, dễ bắt gặp nhất là hình ảnh những cỗ xe bò, xe ngựa kéo trang trí đẹp mắt, đủng đỉnh đi trên đường cùng với các loại phương tiện khác. Bởi thế, cái tên xe bò Bảy Núi trở thành câu cửa miệng quen gọi, thân thương không chỉ với người dân nơi đây, mà còn cả với du khách. Những cỗ xe bò Bảy Núi của người Khơme có tay cầm lái dài và cong vút được trạm trổ rất cầu kỳ và mang nặng yếu tố tâm linh. Còn xe bò thì chở nặng hơn có thể đi trên ruộng và cả lộ xe một cách an toàn.

### Ẩm thực
Ở Núi Sam, Châu Đốc có một đặc sản nổi tiếng là Bò bảy món núi Sam, món này không được bày bán trong nhà hàng hoặc các quán địa phương. Bò bảy món gồm lòng bò luộc, bò đun, bánh hỏi; cháo đầu bò; bò khía bánh mì; bò xào lá vang; bò bít tết hoặc bò lúc lắc. Để nấu bò bảy món, người thợ ít khi ra chợ mua thịt làm sẵn, mà phải mua nguyên con bò còn sống và là bò tơ. Làm bò xong, người thợ dùng rơm thui cho da bò săn lại gọi là bê thui, miếng thịt còn cả da ăn mới ngọt và bùi.
Món dùng đầu tiên trong bò bảy món là lòng bò luộc. Lòng bò vốn dai và khó tiêu, nên người thợ nấu phải luộc nó với một bí quyết sau khi luộc lòng bò mềm, người ta nhúng vào một dung dịch pha riêng cho lòng bò săn lại, món lòng bò Núi Sam nổi tiếng vì hai đặc tính mềm và giòn. Đĩa nước mắm chấm lòng bò phải là mắm nêm có trộn với khóm (dứa) băm nhuyễn theo nguyên lý âm dương, lòng bò luộc ăn cặp với rau sống, dưa leo thì khó tiêu; kèm với khóm cho dễ tiêu, do khóm có chất bromelin phân giải các tế bào protein của động vật).
Thịt bò xào với lá vang. Ăn thịt bò xào lá vang phải dùng nước chấm phù hợp: Tương hột băm nhuyễn nêm gia vị, trộn với sả băm nhỏ cho dễ tiêu. Cốt lõi của món này là ở lá vang. Thịt bò xào lá vang miệt Nhà Bàn, Tịnh Biên thì khẩu vị hơi khác, còn dùng lá vang miệt miền đông Thủ Đức-Biên Hòa lại có mùi vị khác. Cùng với các món khác, món lòng bò và bò xào lá vang đã tạo cho bò bảy món Núi Sam những hương vị riêng biệt

## Nguy cơ
Hiện nay, bò Bảy Núi vẫn chưa được nghiên cứu về nguồn gen, chưa phân tích kỹ nguồn gen và đặc điểm của bò Bảy Núi và phải chờ một công trình nghiên cứu hoặc một luận văn, luận án mới biết nhiều hơn rõ hơn về giống bò này nhưng thực trạng là bò đua đặc sản vùng Bảy Núi đứng trước nguy cơ tuyệt chủng vì tập quán thiến (hoạn) bò đực từ nhỏ (tập quán hoạn bò đực trước khi trưởng thành) và nhất là phong trào Sind hoá đàn bò là chương trình lai nhân tạo với giống bò cho nhiều thịt nên bò đua Bảy Núi đang đứng trước nguy cơ thoái hoá, lai căng, nạn bán "bò non" vì đời sống khó khăn nên gần 10 năm qua bò đua đứng trước nguy cơ tuyệt chủng. Năm 2010 đã có đề tài Chọn lọc, bình tuyển và nhân giống đàn bò tại Tri Tôn, Tịnh Biên với mục tiêu duy trì ổn định nguồn gene quý hiếm của giống bò đua nhằm tạo ra thương hiệu đặc trưng của giống bò vùng Bảy Núi. Tuy nhiên, công trình ngừng thực hiện vì chính quyền cho rằng không có giống bò đua.